# Dendrocnide ternatensis
Dendrocnide ternatensis là loài thực vật có hoa trong họ Tầm ma. Loài này được (Miq.) Chew mô tả khoa học đầu tiên năm 1965.